# كارول وليامز
كارول وليامز (بالإنجليزية: Carroll Williams)‏ هو عالم حيوانات أمريكي، ولد في 2 ديسمبر 1916 في Oregon Hill ‏ في الولايات المتحدة، وتوفي في 11 أكتوبر 1991 في وترتاون في الولايات المتحدة بسبب لمفوما.